# Унтерзиггенталь
Унтерзиггенталь (нем. Untersiggenthal) — коммуна в Швейцарии, в кантоне Аргау.
Входит в состав округа Баден-Аргау.  Население составляет 6393 человека (на 31 декабря 2007 года). Официальный код  —  4044.